# EuroChem
EuroChem Group AG è un produttore russo di fertilizzanti con sede a Zug, in Svizzera. È un produttore di fertilizzanti con una propria capacità in tutti e tre i nutrienti primari: azoto, fosfati e potassio.
Gli impianti di produzione sono situati in Russia, Belgio, Lituania e Cina. Le attività minerarie sono dislocate a Kovdor, Murmansk Oblast, Usolye, PermKrai, Kotelnikovo, Volgograd Oblast, in Russia, e Zhambyl Province, in Kazakistan.
Risulta tra i primi cinque maggiori produttori mondiali di azoto, fosfato, potassio e fertilizzanti complessi. Nel 2021 EuroChem ha registrato ricavi per 10,2 miliardi di dollari, di cui 3,5 miliardi di dollari d'azoto, 3,8 miliardi di dollari di fosfato e 1 miliardo di dollari di potassio.